# Vicente Cantatore
Vicente Antonio Cantatore Socci (Rosario, 6 d'octubre de 1935 - Valladolid, 15 de gener de 2021) fou un futbolista i entrenador argentí, nacionalitzat xilè. Va fer la seva carrera com a futbolista a la seva natal Argentina i a Xile, i després va dirigir diversos equips xilens i espanyols, principalment, i la selecció de futbol de Xile el 1984. En els seus últims anys va patir la malaltia d'Alzheimer i estava internat en una residència per a gent gran de la localitat val·lisoletana de Villanubla al moment de la seva defunció.

## Trajectòria

### Com a jugador[1]
A l'Argentina va començar la seva carrera futbolística en les divisions inferiors de Talleres de Belgrano, un club amateur de l'Associació Rosarina. El 1955 va passar al C. A. San Lorenzo de Almagro, amb el qual debuta professionalment. El 1959 va ser transferit al club C. A. Tigre que competia en la Primera B, per posteriorment jugar al C. A. Talleres de Córdoba.
En 1960 es trasllada a Xile per jugar al C. S. D. Rangers, club que va defensar durant quatre temporades fins al 1963, sent protagonista de l'equip. Les seves actuacions al Rangers van quedar en la retina dels seguidors, els quals el 2002 el van escollir dins de l'equip ideal històric de la institució, en el marc de l'aniversari dels 100 anys.
En 1964 va ser contractat pel C. D. Santiago Wanderers, club amb el qual va guanyar el campionat nacional de futbol de Xile el 1968. El 1970 es va incorporar a Deportes Concepción, on es va retirar del futbol en actiu el 1973.

### Com a entrenador
Després de retirar-se del futbol, Cantatore va començar com a ajudant tècnic de Guillermo Báez a Deportes Concepción, on va obtenir el subcampionat el 1975. Després d'una sèrie de mals resultats, foren cessats dels seus càrrecs a l'any següent.
En 1976, és contractat per Lota Schwager, equip que estava amenaçat pel descens. Obtingueren dues victòries, i van salvar-se fins i tot de la lligueta de promoció. Després d'això, va obtenir un sisè i onzè lloc, per després fitxar per l'Audax Italiano.
El 1980 va arribar a Cobreloa, equip amb el qual va conquistar la Lliga xilena els anys 1980 i 1982, i va disputar dues finals de la Copa Libertadores el 1981, davant el C. R. Flamengo, i el 1982, enfront del C. A. Peñarol. A la fi de 1984 va dirigir a la selecció xilena en una trobada amistosa davant Mèxic, disputat el 28 d'octubre a la ciutat de Santiago de Xile, en el qual van vèncer per 1-0. A pesar que la intenció de la Federació de Futbol de Xile era que continués com a seleccionador de cara a les eliminatòries del Mundial de 1986, finalment no va poder arribar a un acord amb el president Miguel Nasur i va abandonar la direcció de l'equip nacional.
La temporada 1985-86 va passar a Espanya per dirigir al Reial Valladolid L'1 de setembre de 1986, quan començava el seu segon any en l'equip val·lisoletà, va decidir presentar la seva dimissió per un enfrontament amb el president de l'entitat motivat per la falta de reforços en la plantilla. No obstant això, l'abril de 1987 es va anunciar el seu retorn al Valladolid per les dues següents campanyes. En la segona, va portar a l'equip a jugar la final de la Copa del Rei contra el Reial Madrid CF, en la qual van perdre per 1-0. Malgrat això, el Valladolid va aconseguir classificar-se per disputar la Recopa d'Europa a causa que el seu rival ja havia conquistat el títol de Lliga i obtingut, per punt, la classificació a la Copa d'Europa. Per a la campanya 1989-90 va signar un contracte amb el Sevilla FC, club amb el qual va aconseguir un sisè lloc en la Lliga i la consegüent classificació per disputar la Copa de la UEFA. La següent temporada, l'equip sevillà va arribar als setzens de final en la competició europea, on van ser derrotats pel FC Torpede Moscou, i va finalitzar la Lliga en vuitena posició. El 29 de maig de 1991 va decidir donar per conclosa la seva etapa com a entrenador del Sevilla.
Al juny de 1991 es va comprometre amb la Universitat Catòlica i es va coronar campió de la Copa Xile després de vèncer en la final al Cobreloa per 1-0, i de la Lligueta Pre-Libertadores, fet que va donar accés a l'equip a l'edició de 1992 de la Copa Libertadores. Al començament de 1993 va tornar a la seva terra natal per fer-se càrrec de Rosario Central, al qual va entrenar durant el Torneig Clausura 1993 i els quinze primers partits de l'Obertura 1993; va renunciar al lloc després d'una derrota enfront del Club de Gimnàstica i Esgrima La Plata. Posteriorment, entre els mesos de gener i abril de 1994, va tenir un breu pas pel Colo-Colo sota la direcció d'Eduardo Menichetti, qui va arribar a culpar al tècnic de la seva derrota electoral davant Peter Dragicevic al novembre del mateix any.
El 2 de maig de 1994 va signar un contracte amb el C. D. Tenerife de cara a la temporada 1994-95, en la qual l'equip canari va finalitzar el campionat de Lliga en quinzè lloc. La campanya 1995-96 va tornar començada la segona tornada de la Lliga a un Reial Valladolid que ocupava l'últim lloc de la classificació a cinc punts del penúltim, la UD Salamanca, equip al qual va vèncer per 1-0 en el partit de la seva estrena en aquesta nova etapa com a tècnic val·lisoletà. En l'última jornada, el quadre val·lisoletà va aconseguir salvar-se del descens després d'una victòria per 3-1 enfront del Reial Betis Balompié a l'estadi José Zorrilla. La temporada 1996-97 va aconseguir classificar el Valladolid per jugar la Copa de la UEFA per segona vegada en la seva història. El 16 de setembre de 1997 va ser acomiadat pel vicepresident del club mentre tots dos participaven en un programa de ràdio de la cadena COPE per desavinences entre ells sobre el contracte del tècnic amb l'entitat; el Valladolid havia patit tres derrotes en els tres partits de la campanya 1997-98 que havia disputat fins a la data.
Al desembre de 1997 va ser entrenador del Sporting de Lisboa durant vint dies fins que va dimitir del càrrec al·legant motius personals. La temporada 1998-99 va tornar a Espanya com a tècnic del Reial Betis, encara que va presentar la seva dimissió a l'octubre de 1998 després d'una derrota davant el València CF per 5-1 que va situar al seu equip com a cuer en la classificació. Al mateix temps, va declarar la seva intenció de finalitzar la seva etapa d'entrenador professional, però el 12 de juny de 2000 va signar un contracte amb el Real Sporting de Gijón, club al qual va dirigir fins a la seva renúncia el 16 de gener de 2001 motivada per una discrepància amb la directiva respecte a la preparació física dels jugadors.